# Kościół Matki Bożej Nieustającej Pomocy w Nieborowie
Kościół Matki Bożej Nieustającej Pomocy w Nieborowie – katolicki kościół filialny zlokalizowany we wsi Nieborowo w gminie Pyrzyce, w powiecie pyrzyckim (województwo zachodniopomorskie). Jest filią parafii św. Jana Chrzciciela w Żabowie.

## Historia i architektura
Kościół, murowany z kamienia polnego, wzniesiony został w XV wieku. Sytuowany jest na rzucie prostokąta. Ściany wschodnia i zachodnia zwieńczone są ozdobnymi ceglanymi szczytami. W elewacji południowej zachował się oryginalny gotycki portal. Okna w ścianach nawy zakończone są łukiem odcinkowym. Budowla kryta jest dwuspadowym dachem. W 1828 roku pożar strawił pierwotną wieżę, na miejscu której postawiono nową, z pięciouskokowym neogotyckim portalem.
Przed 1930 rokiem kościół w Nieborowie był siedzibą osobnej parafii. Kościół został zniszczony w trakcie działań wojennych podczas II wojny światowej. Z wieży zachowała się jedynie dolna kondygnacja. Odbudowa świątyni miała miejsce w latach 1985–1988. Jej konsekracji dokonał w dniu 3 lipca 1988 roku biskup Stanisław Stefanek.
Wnętrze świątyni nakrywa drewniany strop beczkowy. W środku znajdują się drewniane ławki i wsparta na filarach empora chórowa. W prezbiterium, w wyścielanej tkaniną wnęce, umieszczony jest obraz Matki Bożej z Dzieciątkiem. Powyżej znajduje się pełnołukowa nisza, w której znajduje się krzyż z figurą Chrystusa.

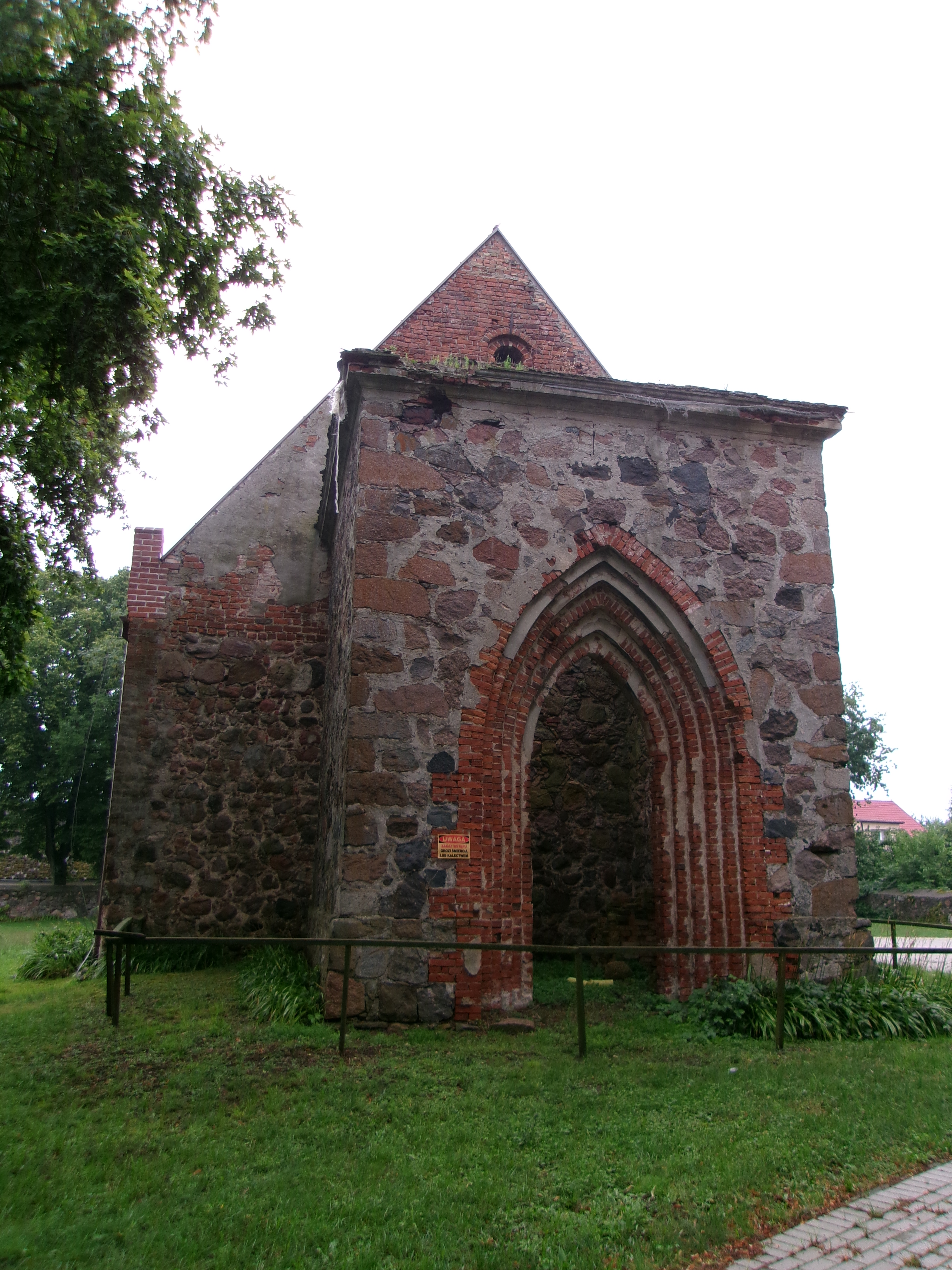
Pozostałości wieży
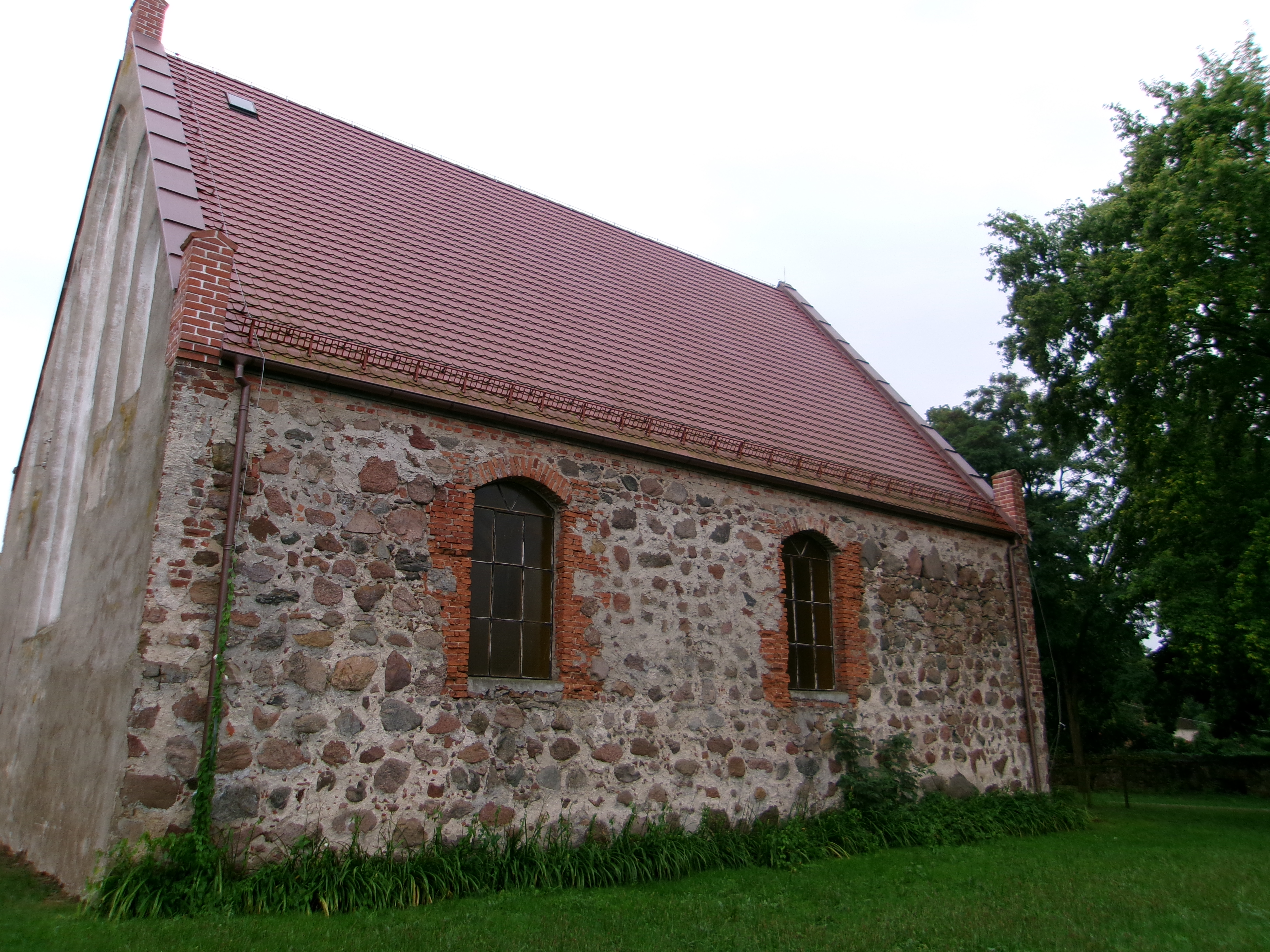
Elewacja północna
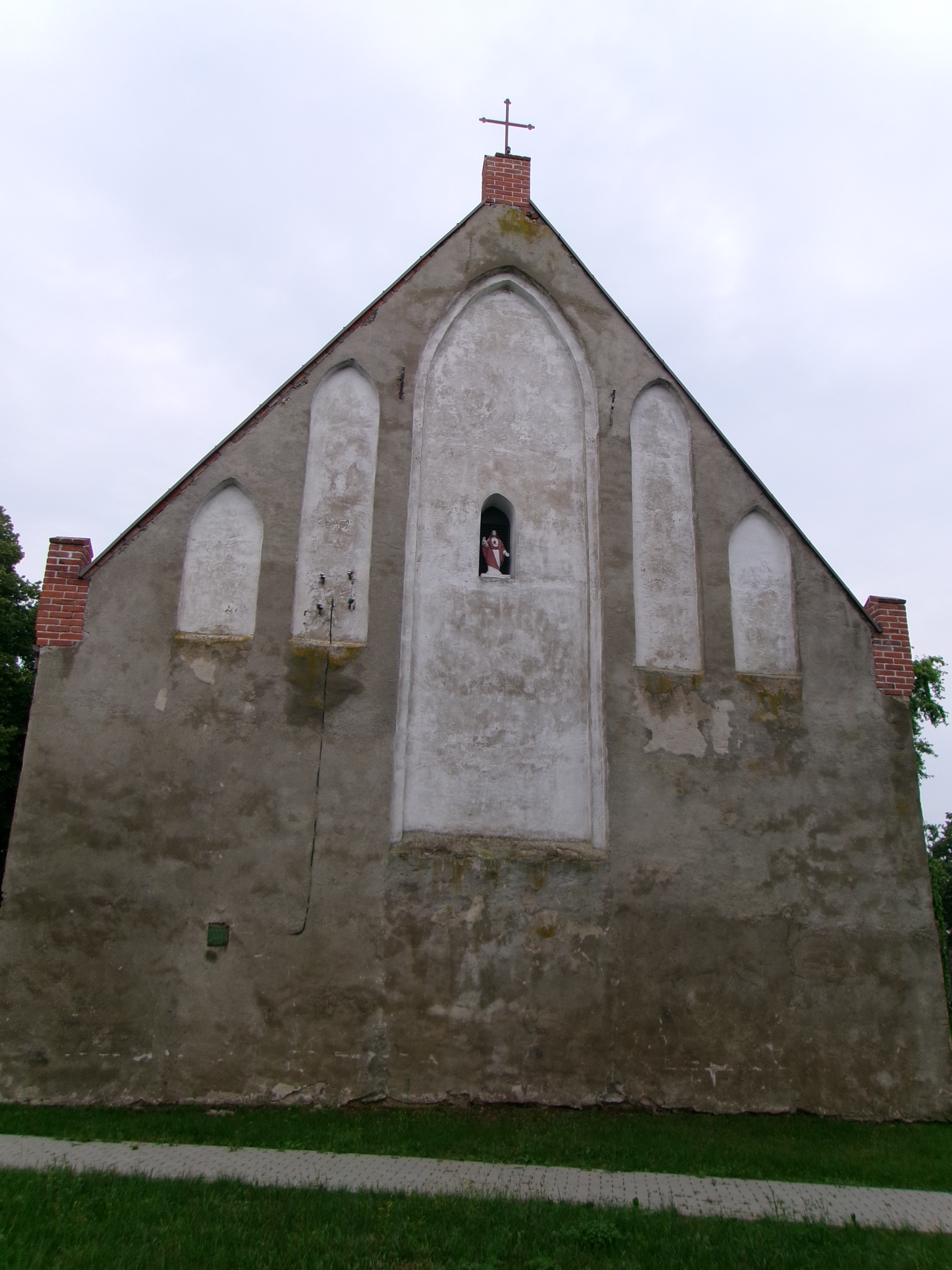
Ściana wschodnia